# بابیا گورا ناتیونال پارک
بابیا گورا ناتیونال پارک (به لهستانی:  Babia Góra National Park) یک منطقهٔ مسکونی در لهستان است که در Lesser Poland Voivodeship, Poland واقع شده‌است.